# Cheilotrichia ochricauda
Cheilotrichia ochricauda är en tvåvingeart som först beskrevs av Alexander 1925.  Cheilotrichia ochricauda ingår i släktet Cheilotrichia och familjen småharkrankar. Inga underarter finns listade i Catalogue of Life.